# Малая Тульская улица
Ма́лая Ту́льская у́лица (до XVIII века — Ма́лая Дани́ловская у́лица) — улица, расположенная в Южном административном округе города Москвы на территории Даниловского и Донского районов.

## История
Первоначально улица называлась Ма́лая Дани́ловская у́лица по Свято-Данилову монастырю, основанному в XIII веке московским князем Даниилом Александровичем. Современное название улица получила в XVIII веке: здесь проходила дорога из Москвы в Тулу. Определение «Малая» отличает улицу от Большой Тульской, идущей почти параллельно и большей по длине.

## Расположение
Малая Тульская улица проходит от площади Серпуховская Застава (к площади также примыкают Мытная и Люсиновская улицы и Подольское шоссе на севере, улица Серпуховский Вал с запада, улица Даниловский Вал с востока, Большая Тульская улица с юга) на юго-запад, с запада к ней примыкают 2-я и 3-я Рощинские улицы, далее её пересекает Духовской переулок, затем Малая Тульская улица разделяется на два направления: направление «в центр» проходит под Тульской транзитной эстакадой Третьего транспортного кольца (в транспортную развязку включены также Большая Тульская улица, Духовской, 1-й и 2-й Тульские и Холодильный переулки) и поворачивает на юго-запад; направление «из центра» поворачивает на юго-запад перед эстакадой, доходит до 4-го Рощинского проезда и вместе с ним проходит под эстакадой, после которой объединяется с направлением «в центр» и 4-м Рощинским проездом и далее продолжается как Загородное шоссе. Нумерация домов начинается от площади Серпуховская Застава.

## Примечательные здания и сооружения
По нечётной стороне:
- № 15 — школьное здание (1935, архитектор В. Д. Глазов)[4], ныне — школа № 547

## Транспорт

### Автобус
- м90: от Третьего транспортного кольца до Загородного шоссе и от Загородного шоссе до площади Серпуховской Заставы
- н16: от Третьего транспортного кольца до Загородного шоссе и от Загородного шоссе до площади Серпуховской Заставы
- 121: от Третьего транспортного кольца до Загородного шоссе и от Загородного шоссе до площади Серпуховской Заставы
- с932: от Духовского переулка до площади Серпуховской Заставы

### Метро
- Станция метро «Тульская» Серпуховско-Тимирязевской линии — восточнее улицы, между Большой Тульской улицей, улицей Даниловский Вал, Холодильным и 1-м Тульским переулками